# Тренделенбургов положај
Тренделенбургов положај  један је од привремених положаја болесника у постељи у коме му је глава са узглављем кревета нагнута надоле (под углом од 15° до 30°) и са стопалима подигнутим изнад главе, тако да је пубична симфиза највиша тачка трупа. Тренделенбургов положај се користи у хирургији ( посебно трбуха и генитоуринарног система), јер омогућава бољи приступ карличним органима, јер под утицајем гравитације долази до помераеа интраабдоминални и карличних органа. Како се тренделенбурговим положајем постиже боља циркулација у централни нервни систем, у такав положај  привремено се постављају и пацијенти који су колабирали због ниског притиска. Међутим новији докази не подржавају његову употребу у хиповолемијском шоку због ризика од негативних ефеката на плућа и мозак.    

## Епоним
Положај је добио име по немачком хирургу Фридриху Тренделенбургу (1844–1924), који га је први описао.

## Опште информације
Тренделенбургов положај олакшава повратак венске крви и побољшава експозицију операционог поља током абдоминалних и лапароскопских операција. Хемодинамске промене, у овом положају, укључују повећан венски повратак из доњих партија тела и привремани пораст срчаног волумена (јер се већина хемодинамских варијабли враћа на почетну вредност у року од десет минута). 
У овом положају респираторне промене, укључујући померање абдоминалног садржаја навише према дијафрагму, смањују функционални резидуални капацитет и респираторну усклађеност, захтевајући већи притисак у дисајним путевима да би се одржала вентилација. 
Гравитационе промене услед продуженог позиционирања главе надоле могу повећати интракранијални притисак, интраокуларни притисак и отицање лица, ларинкса и језика, повећавајући ризик од постоперативне опструкције дисајних путева. 
Како се у овом положају може јавити клизање и померање пацијента то се спречава нараменицама (уз посебну пажњу како би се спречио неоправдани притисак, који би потенцијално могао да доведе до компресионе повреде или истезања брахијалног плексуса).

## Индикације
Тренделенбургов положај се може користити:
- За лечење венске ваздушне емболије постављањем излазног тракта десне коморе инфериорно у односу на шупљину десне коморе, што доводи до тога да ваздух мигрира супериорно у положај унутар десне коморе из којег је мања вероватноћа да ће ваздух емболисати.
- Заједно са Валсалвиним маневром, који се назива модификовани-Валсалва маневар, такође се може користити за кардиоверзију суправентрикуларне тахикардије .
- У хируршкој редукцији абдоминалне киле.
- Приликом постављања централног венског катетера у унутрашњу југуларну или субклавијалну вену. Ова метода заснована је на гравитацији и помаже у пуњењу и проширењу горњих централних вена, као и спољашње југуларне вене. Не игра никакву улогу у постављању феморалног централног венског катетера.
- Код респираторних пацијената за бољу перфузију.[3]
- За дренажне слике током ендоскопске ретроградне холангиопанкреатографије .
- Код оних са пролапсом пупчане врпце који не могу да постигну положај колена до груди.  То је привремена мера док се не уради царски рез.

## Контраиндикације
Тренделенбургов положај је контраиндикован код присуству асцитеса (течности), крви, гноја или садржаја цисте у трбушној дупљи, јер течни садржај може да цури у перитонеалне џепове у близини јетре и слезине, повећавајући ризик од ширења инфекције или елемената малигног тумора. 
Такође акумулација крвних угрушака у перитонеалним џеповима успорава процес зарастања у случају ванматеричне трудноће и других болести. Тек након вађења течности из трбушне дупље пацијент може бити пребачен у положај са повишеном карлицом.

## Обрнути Тренделенбургов положај
Обрнути Тренделенбургов положај је супротна варијанта Тренделенбурговог положај лрежања на леђима у којој су глава и узглавље кревета уздихгнути тако да је глава највиша тачка трупа. У овом положају олакшана је операција на горњим партијама трбуха. 
Хемодинамске промене укључују смањени венски повратак, што може довести до хипотензије. Гравитационе промене, заједно са хемодинамским променама, могу довести до смањене церебралне перфузије, па треба размотрити инвазивно праћење протока крви у артеријама. Клизање и померање пацијента у обрнутом Тренделенбурговом положају може повећати притисак на доње екстремитете преко задњег дела калканеуса.

## Контроверзна употреба методе
Код болесника са ниским крвним притиском
Пацијенти са хипотензијом (ниским крвним притиском) су кроз историју вековима  постављани у Тренделенбургов положај у нади да ће повећати доток крви у мозак, па је тако нпр. Тренделенбургов положај некада био стандардни положај у упутствима прве помоћи за шокна стања. Међутим мета-анализа из 2008. године пронашла је штетне последице употребе Тренделенбурговог положаја и препоручила је да се његова примена. избегава. Међутим, тест пасивног подизања ногу показао се као користан клинички водич за реанимацију течности и може се користити за ефикасну аутотрансфузију.   
У лечењу ронилаца са декомпресијском болешћу
Тренделенбургов положај се такође може користити у лечењу ронилаца са декомпресијском болешћу или артеријском гасном емболијом .  Многи искусни рониоци и даље верују да је ова позиција прикладна, али садашњи професионалци за прву помоћ у роњењу више не заговарају подизање стопала више од главе. Тренделенбургов положај у овом случају повећава регургитацију и проблеме са дисајним путевима, узрокује отицање мозга, повећава потешкоће при дисању и није доказано да има никакву вредност.  

## Нежељена стања

### Тренделенбурговог положаја
Уобичајене нежељена стања код примене Тренделенбурговог положаја су:
- посечена кожа, повескама којима је пацијент неправилно причвршћен за нагнути операциони сто,

- укљештење нераца екстремитета, због неправилног стезања каишевима

- преоптерећени удови, неправилним стезањем тела пацијената

- повреде шака и руку од неправилног стезања каишевима.

- склизнуће са болесничког стола и пад на под, због неправилно причвршћеног пацијента за нагнути операциони сто,

- престанак пумпања кеви од стране срца.

### Обрнути Тренделенбурговог положај
Уобичајене нежељена стања код примене обрнутог Тренделенбурговог положају је ризик да пацијент развије дубоку венску тромбозу (ДВТ) током или након процедуре. Према једној студија, у обрнутом Тренделенбургов положај смањен је феморални проток крви за 42% код пацијената који су подвргнути лапароскопској холецистектомији.
Пошто постоји смањен проток крви из ноге у обрнутом Тренделенбурговом положају, већа је вероватноћа да ће пацијенти патити од венске стазе - или накупљања крви - што може довести до стваефања угрушака крви у нози.
Да бисте то избегли током дужих операција, пацијентуби требало ставити компресиону чарапу преко ноге све док не постане потпуно покретљив.
Поред тога, уређај за испрекидану пнеуматску компресију (ИПЦ) преко ноге  пацијента може помоћи у побољшању проток  крви вршећи наизменичн  притисак на доњи екстремитет.